# Заворушення в Сіднеї (2005)
Заворушення в Сіднеї 2005 року (Заворушення в Кроналлі, англ. Cronulla riots) — міжетнічний конфлікт між молоддю європейського (в основному британського) походження та молоддю арабського (в основному лівано-мусульманського) походження у прибережному районі Великого Сіднею Кроналлі, який згодом перекинувся на інші райони міста.

## Передумови
Конфлікт був спровокований антисоціальною поведінкою молодиків близько-східної зовнішності, які фактично декілька років поспіль, не давали змоги іншим людям безпечно відпочивати на публічному пляжі Кроналла-Біч.
Приводом початку заворушень стало побиття підлітків волонтерів рятівників на воді групою молодиків арабського походження 4 січня 2005 року. Ця подія набула розголосу в масмедіях, особливо відзначився у цій справі ведучий популярної сіднейської радіостанції 2GB Алан Джонс, який закликав до дій:

Мітинг, марш, називайте це як хочете. Спільнота має продемонструвати силу.
Оригінальний текст (англ.)
[a rally, a street march, call it what you will. A community show of force.] Помилка: [undefined] Помилка: {{Lang}}: немає тексту (допомога): не вказано код мови (допомога)

На цей радіозаклик у мобільних мережах зв'язку почалася масова розсилка SMS з таким змістом:

Цієї неділі кожний «справжній» австралієць з навколишніх районів, приходь на Північну Кроналлу, та допоможи провести день прочуханки для ліванців та вогів (інородців). Приводь сюди своїх товаришів, давай покажемо їм, що це наш пляж і що ми ніколи не будемо раді бачити їх тут знову.
Оригінальний текст (англ.)
[This Sunday every Fucking Aussie in the Shire, get down to North Cronulla to help support Leb and wog bashing day … Bring your mates down and let’s show them this is our beach and they’re never welcome back.] Помилка: [undefined] Помилка: {{Lang}}: немає тексту (допомога): не вказано код мови (допомога)

## Події навколо пляжу

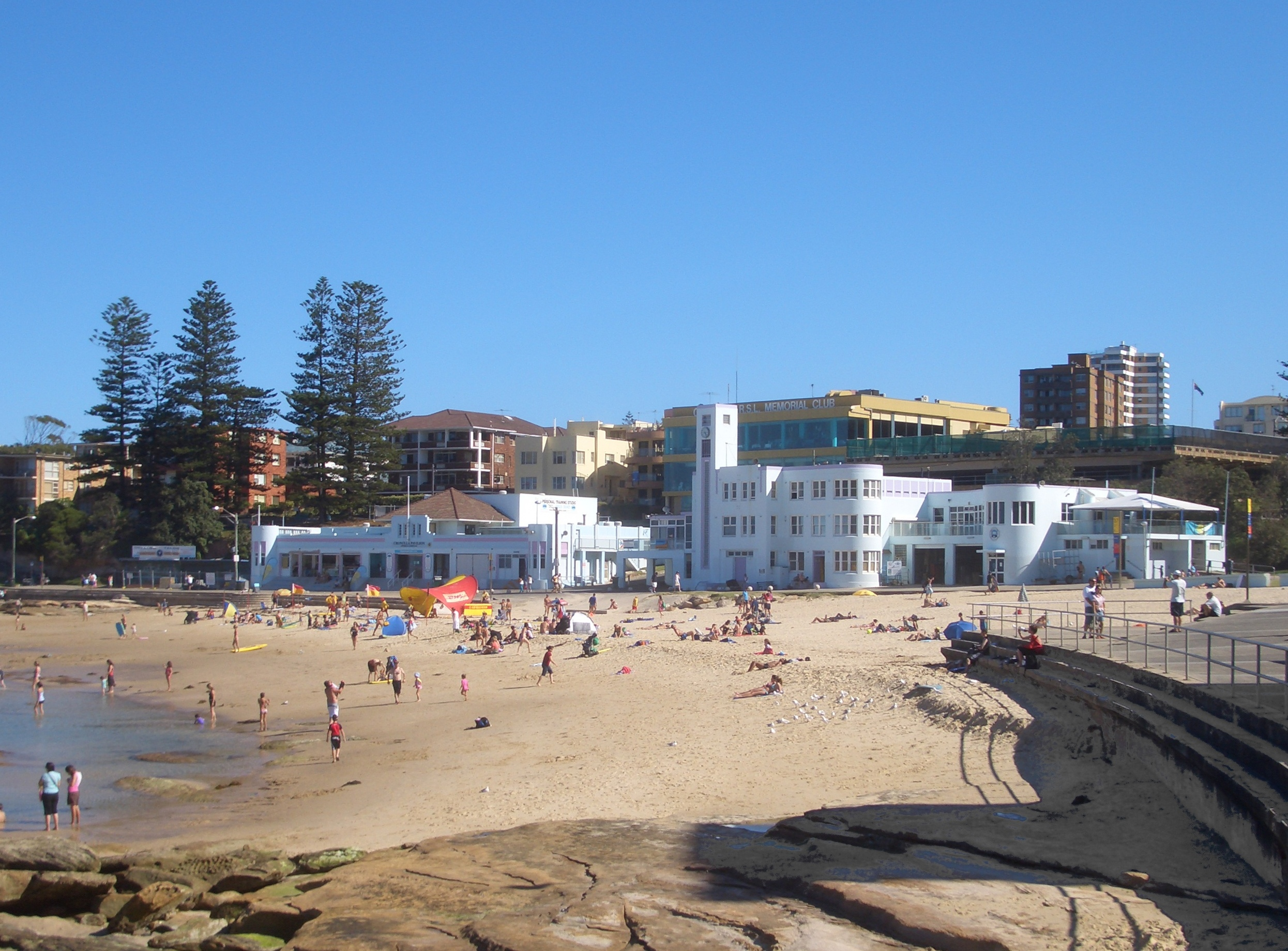
Кроналла-біч

11 січня на пляжі Кроналла і біля нього почав збиратися натовп молодих людей європейської зовнішності з прапорами Австралії, іншою національною символікою, з ксенофобськими та образливими написами на плакатах і одежі. За оцінками поліції зібралось близько 5000 людей. Спочатку все виглядало, як великий пікнік, але згодом натовп почав виганяти темношкірих людей з пляжу.
Потім насильство розповсюдилось за межі пляжу на район Кроналла і досягло найбільших масштабів на залізничній станції Кроналла. Підігріті алкоголем молодики вигукували ксенофобські лозунги, ловили і лупцювали усіх чоловіків, які на їхню думку були схожі на ліванців. Серед інших постраждали два бангладешця. В результаті цих дій за медичною допомогою звернулося 20 людей через отримані травми різного ступеня важкості. Поліція затримала 16 активних учасників нападів.

## Ніч помсти
З настанням темряви в районі Західного Сіднея Панчбоул ліванці сформували колону, за різними даними з 40 до 100 автомобілів повністю заповнених людьми, і вирушили в напрямку східних прибережних районів міста для здійснення помсти. Досягнувши прибережного району Вулувер, що межує з Кроналла-біч, молодики повиходили з машин і почали вчиняти безлади. За свідченням очевидців молодики були озброєні битками, ножами, мачете, а дехто й вогнепальною зброєю. Погромники крушили припарковані автомобілі, ганьбили австралійську символіку та вчиняли напади на чоловіків, що на їх думку були схожі на австралійців британського походження. В результаті нападу серед інших постраждав 26-ти річний чоловік, який отримав важкі ножові поранення.
Крім іншого погромники підпалили тонганську християнську церкву в районі Оберн. Після підпалу церкви серед мусульманської спільноти Сіднею поширились чутки, що в знак помсти кримінальне угруповання Бра Бойз здійснить напад на найбільшу мечеть в Сіднеї і у всій Австралії Лейкембу. На охорону мечеті зібралися тисячі мусульман, але напад не відбувся.

## Зовнішні посилання
- Телеканал SBS: Cronulla riots - the day that shocked the nation (Заворушення в Кроналлі - день, що шокував націю) [Архівовано 10 грудня 2015 у Wayback Machine.]